# 手箱山
手箱山（てばこやま）は、四国山地西部の石鎚山脈に属する山である。四国百名山に選定されている。

## 概要
手箱山は筒上山直下の大峰宗覚心寺派の道場がある手箱越(1,720m)から東側の稜線上にあり、高知県では三嶺など県境にある山を除けば、単独で県内に位置する山としては最高峰である。
江戸時代には土佐藩の御留山とされた。東側の尾根沿いはブナ林に覆われ、その麓の吉野川源流沿いにはかつて氷室が造られ、現在も氷室が復元されている。大瀧登山口には氷室番所跡がある。山頂付近の稜線上は笹原で覆われるが、手箱越東側の北側斜面は一部ダケカンバ林もある。
山頂には権現祠が祀られ、三等三角点、「手箱山」が設置されている。

## 登山ルート
石鎚スカイライン終点の土小屋(1,492m)から稜線を東側へ縦走して岩黒山(1,746m)を経て、筒上山(1,859m)の北側を巻き手箱越(1,720m)を経て東側へ縦走して山頂に至る。また吉野川上流の大瀧登山口(740m)から登るルートもあるが、高低差が大きい。仁淀川町方面から大瀧神社(760m)を経て手箱越へ至るルートもあるが、やはり高低差が大きい。

## ギャラリー

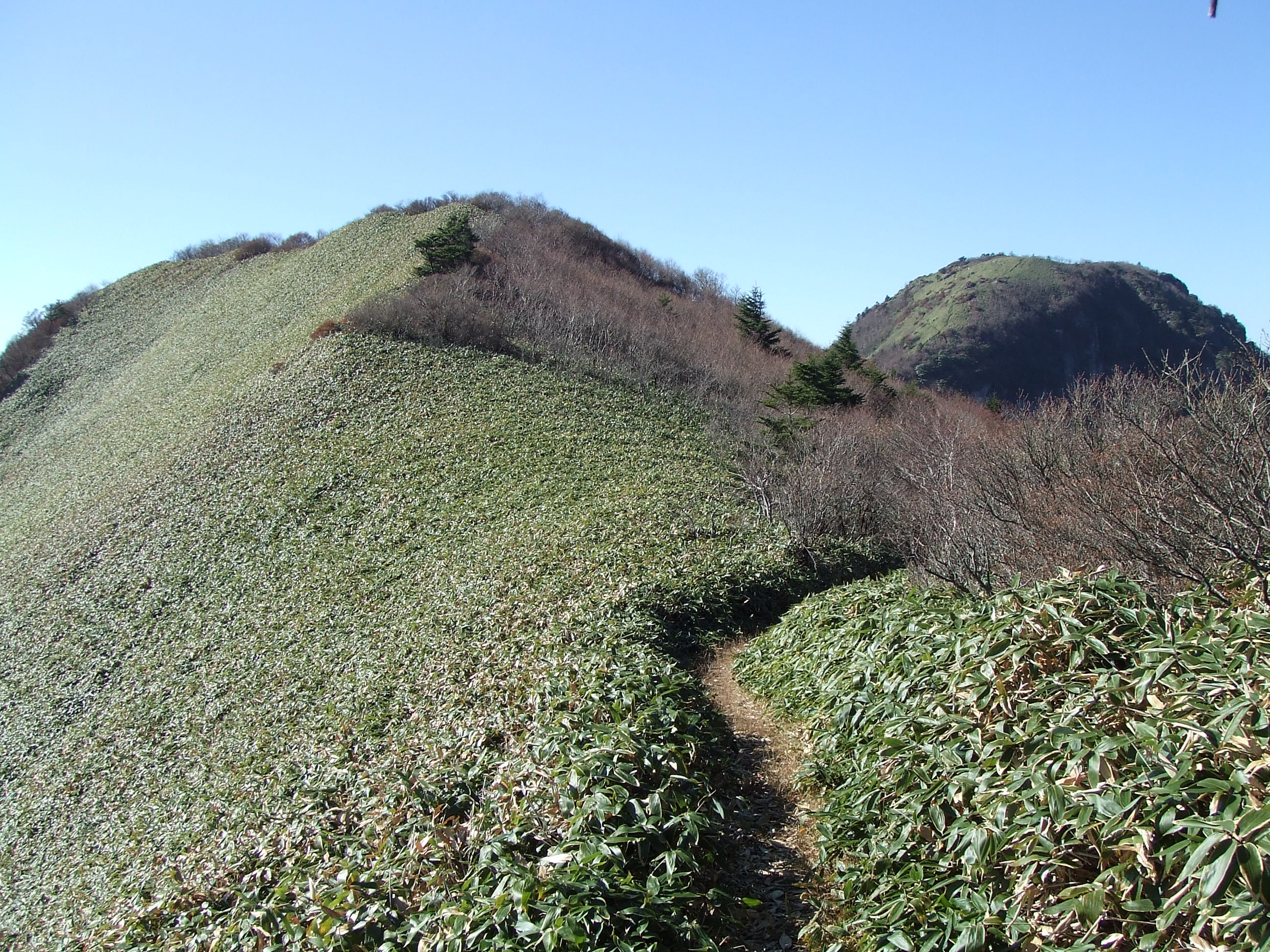
頂上ラインと右に筒上山
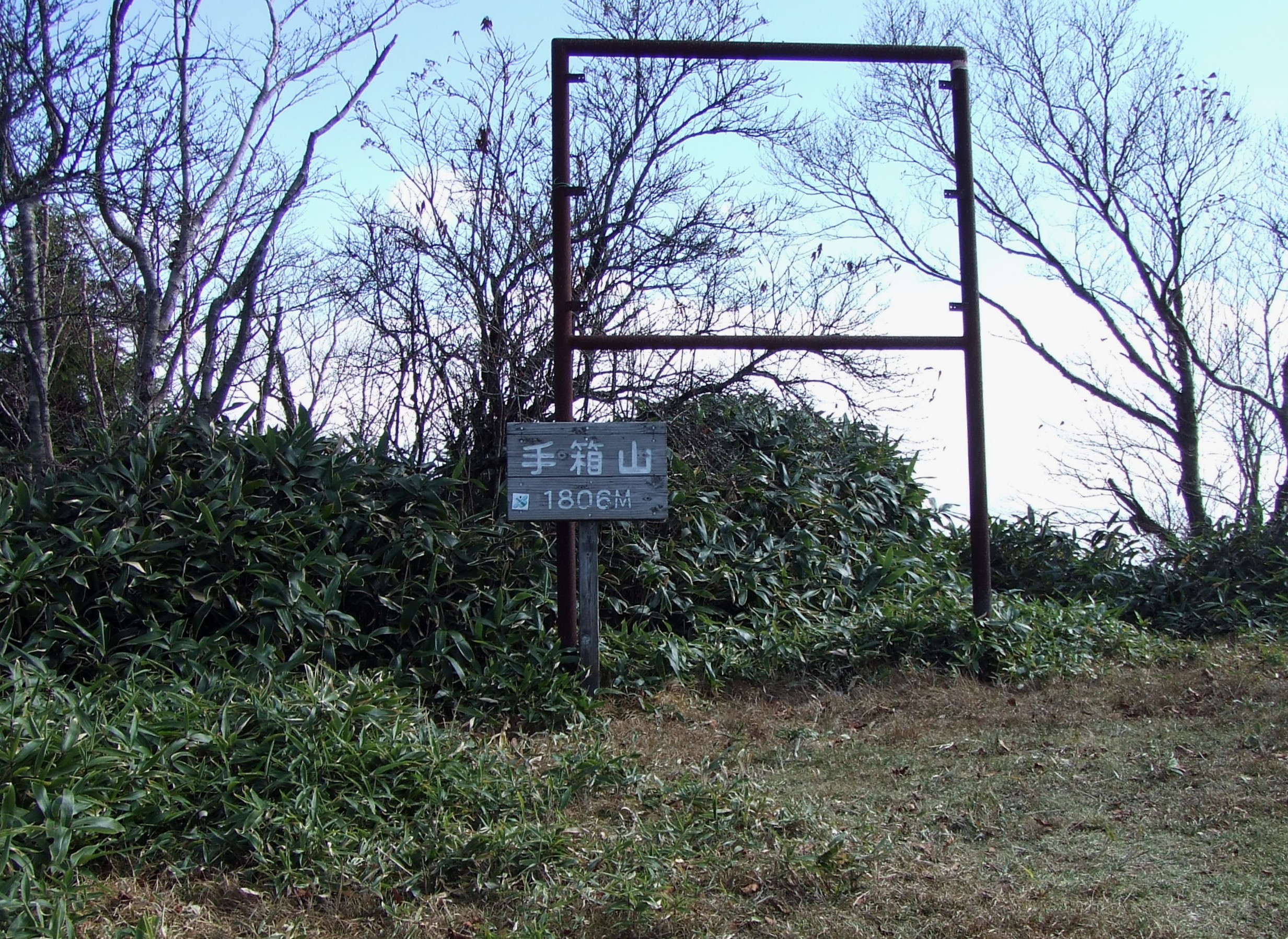
頂上
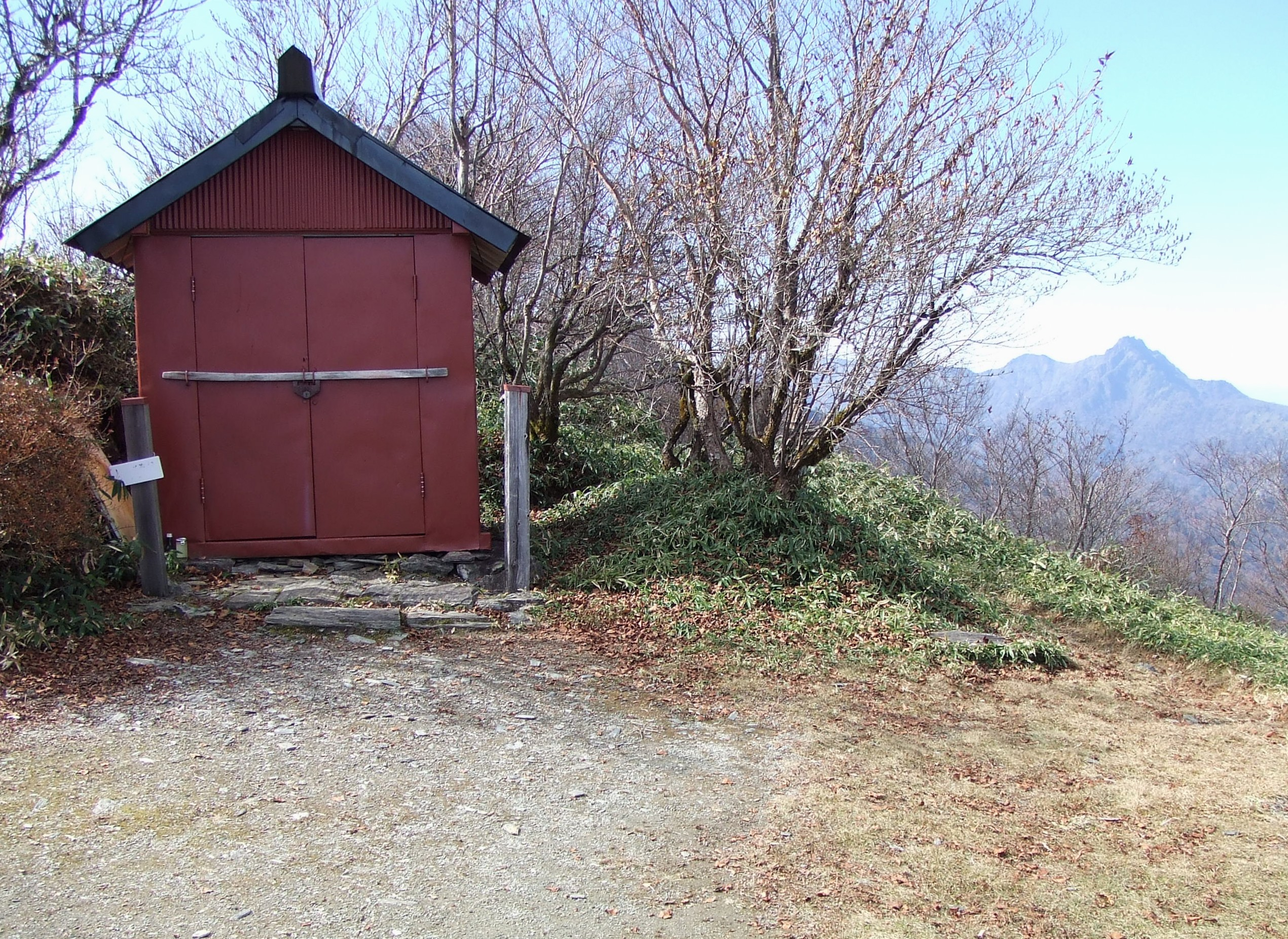
頂上の祠と右に石鎚山